# Griechisch und Koptisch in Unicode
Griechische Buchstaben werden in Unicode in zwei Blöcken kodiert, daneben gibt es noch einige weitere aus griechischen Buchstaben abgeleitete Zeichen. Die kodierten Buchstaben umfassen dabei sowohl das klassische griechische Alphabet als auch nichtklassische Buchstaben und Darstellungsvarianten. Für die polytonische Orthographie gibt es neben der Möglichkeit, die Grundbuchstaben mit Diakritika zu kombinieren, auch vorgefertigte Zeichen. Zusammen mit Griechisch ist auch die koptische Schrift kodiert.

## Kodierte Zeichen

### Griechische Buchstaben
Der Unicodeblock Griechisch und Koptisch enthält sowohl die klassischen Zeichen des griechischen Alphabets als auch einige weitere Zeichen, wie etwa das Digamma. Ebenfalls als eigene Zeichen kodiert sind Vokale mit einem Tonos und mit Trema, wie sie im Neugriechischen verwendet werden. Der Block entspricht damit zu weiten Teilen der Kodierung ISO 8859-7, einige Zeichen wurden aus ISO 5428 übernommen.

### Sigma
Das kleine Sigma nimmt unterschiedliche Formen an, je nachdem, ob es am Wortende steht oder nicht. Zwar wäre es möglich gewesen, das kleine Sigma nur ein einziges Mal zu kodieren und mit ähnlichen Regeln wie für Arabisch in Unicode für eine korrekte Darstellung zu sorgen, doch man entschied sich dafür, das kleine Sigma in der Schlussform extra zu kodieren. Dies dient zum einen der Abwärtskompatibilität mit früheren Zeichenkodierungen, zum anderen wäre der Aufwand für eine korrekte Darstellung unverhältnismäßig groß.

### Weitere Darstellungsvarianten
Eine Reihe weiterer Buchstaben wurde in einer Darstellungsvariante ein weiteres Mal kodiert. So gibt es neben dem gewöhnlichen Theta θ (U+03B8) auch die Variante ϑ (U+03D1). Da Unicode keine Aussagen über Glyphen macht, kann das Theta U+03B8 je nach Font unterschiedliche Formen annehmen. Fonts, die auch zur Verwendung für mathematische oder physikalische Formeln gedacht sind, sollen aber U+03B8 als geschlossenes Zeichen, U+03D1 als offenes darstellen. In griechischen Texten soll nur die Variante U+03B8 verwendet werden, das Zeichen U+03D1 ist dagegen Formeln vorbehalten, wo die verschiedenen Darstellungsvarianten unterschiedliche Bedeutung aufweisen können. Weitere aus griechischen Buchstaben abgeleitete Symbole werden an mehreren Stellen zusammen mit mathematischen Zeichen in Unicode kodiert.

### Polytonisches Griechisch
Die Zeichen für die polytonische Orthographie können auf zwei Arten dargestellt werden:
Eine Möglichkeit besteht in der Verwendung kombinierender Zeichen. Dabei werden dieselben Zeichen wie für andere Sprachen auch aus dem Unicodeblock Kombinierende diakritische Zeichen verwendet:
- Akut: U+0301 (Kombinierender Akut)
- Gravis: U+0300 (Kombinierender Gravis)
- Zirkumflex: U+0342 (Kombinierende griechische Perispomene)
- Spiritus asper: U+0314 (Kombinierendes gespiegeltes Komma als Überzeichen)
- Spiritus lenis: U+0313 (Kombinierendes Komma als Überzeichen)
- Iota subscriptum: U+0345 (Kombinierendes griechisches Iota subscriptum)

Im Unicodeblock Griechisch, Zusatz stehen aber auch die bereits aus Grundzeichen und kombinierenden Zeichen zusammengesetzten Zeichen zur Verfügung. Allerdings ist die Fontunterstützung für diese Zeichen meist schlechter als bei der Verwendung von kombinierenden Zeichen.

### Zahlzeichen
Der Unicodeblock Altgriechische Zahlzeichen enthält griechische akrophonische sowie papyrologische Ziffern.

### Koptische Zeichen
Ursprünglich wurde das koptische Alphabet als eine Erweiterung des griechischen angesehen, sodass nur die Zeichen aufgenommen wurden, die nicht schon als griechische Buchstaben kodiert waren. Diese wurden mit den griechischen Buchstaben zusammen im Unicodeblock Griechisch und Koptisch kodiert. Seit Unicode 4.1 wird die koptische Schrift als eigenständige Schrift betrachtet, die koptischen Buchstaben, die direkt aus den griechischen abgeleitet sind, wurden im Unicodeblock Koptisch kodiert.

## Darstellung

Großes Alpha mit Spiritus asper und Akut

Kombinierende Zeichen müssen im Griechischen teilweise anders dargestellt werden als in anderen Sprachen: So werden mehrere kombinierende Zeichen nicht übereinander gestapelt, sondern nebeneinander angeordnet. Bei Großbuchstaben werden sie nicht über dem Zeichen angebracht, sondern davor (Ausnahme: das Iota subscriptum dahinter).